# Karim Abed

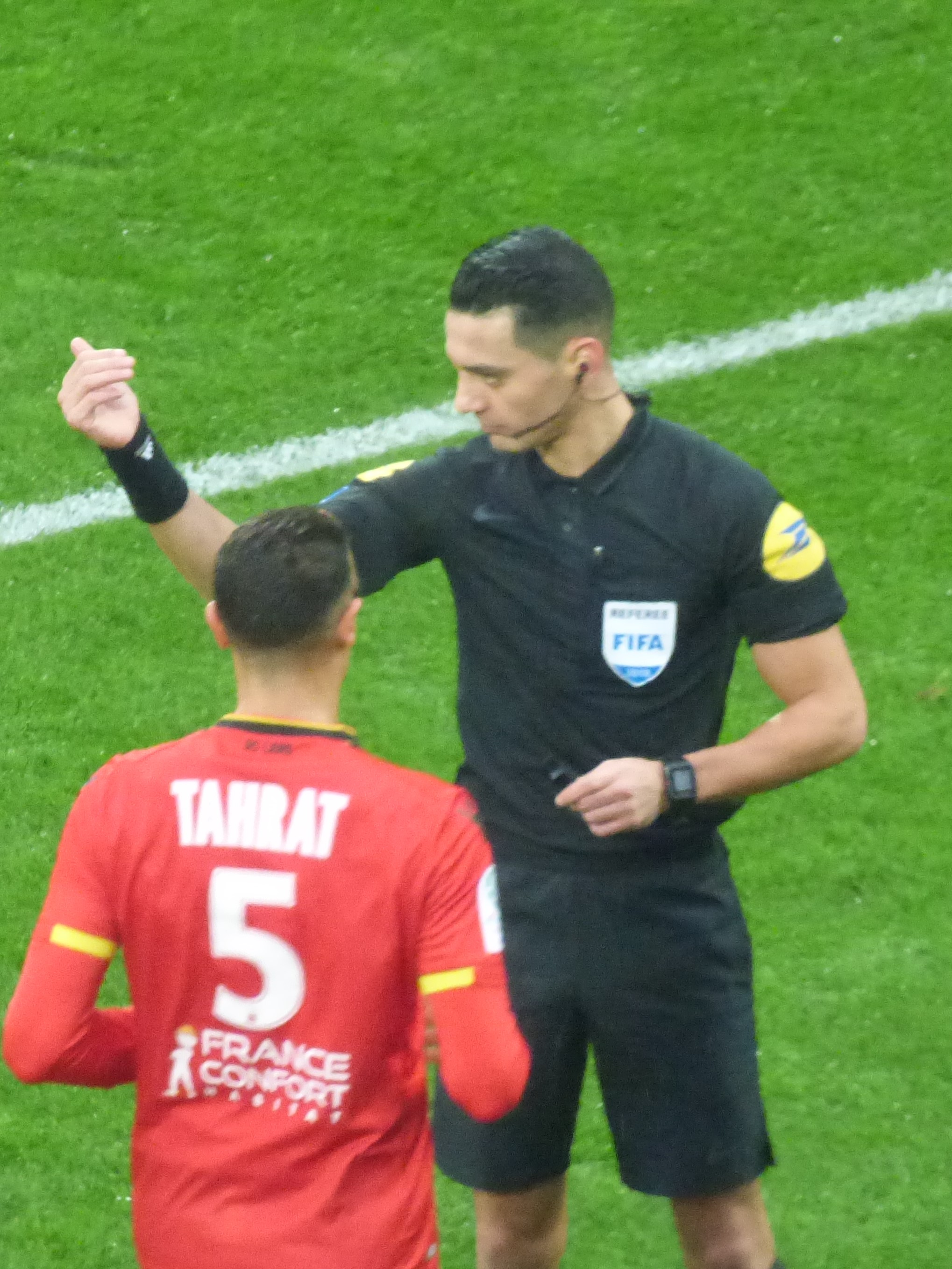
Karim Abed (2018)

Karim Abed (* 18. Dezember 1988 in Brignoles) ist ein französischer Fußballschiedsrichter.
Abed leitet seit der Saison 2015/16 Spiele in der Ligue 2 und seit der Saison 2016/17 Spiele in der Ligue 1, in der er im August 2016 debütierte.
Seit 2018 steht er auf der Liste der FIFA-Schiedsrichter (seit 2022 auch als Videoschiedsrichter) und leitet internationale Fußballpartien. Im Oktober 2019 debütierte er in der Europa League, im Oktober 2020 in der Nations League.